# Julita
Julita is een gemeente in de Filipijnse provincie Leyte op het eiland Leyte. Bij de laatste census in 2007 had de gemeente ruim 12 duizend inwoners.

## Geografie

### Bestuurlijke indeling
Julita is onderverdeeld in de volgende 26 barangays:
| - Alegria - Anibong - Aslum - Balante - Bongdo - Bonifacio - Bugho - Calbasag - Caridad - Cuya-e - Dita - Gitabla - Hindang | - Inawangan - Jurao - Poblacion District I - Poblacion District II - Poblacion District III - Poblacion District IV - San Andres - San Pablo - Santa Cruz - Santo Niño - Tagkip - Tolosahay - Villa Hermosa |

## Demografie
Julita had bij de census van 2007 een inwoneraantal van 12.310 mensen. Dit zijn 214 mensen (1,8%) meer dan bij de vorige census van 2000. De gemiddelde jaarlijkse groei komt daarmee uit op 0,24%, hetgeen lager is dan het landelijk jaarlijks gemiddelde over deze periode (2,04%). Vergeleken met de census van 1995 is het aantal mensen met 639 (5,5%) toegenomen.

De bevolkingsdichtheid van Julita was ten tijde van de laatste census, met 12.310 inwoners op 53,3 km², 231 mensen per km².